# Mâlain
Mâlain är en kommun i departementet Côte-d'Or i regionen Bourgogne-Franche-Comté i östra Frankrike. Kommunen ligger i kantonen Sombernon som tillhör arrondissementet Dijon. År 2022 hade Mâlain 782 invånare.

## Befolkningsutveckling
Antalet invånare i kommunen Mâlain
Referens:INSEE